# National Soccer League
Die National Soccer League (kurz NSL) war von 1977 bis zu ihrer Ablösung durch die A-League im Jahre 2004 die höchste Spielklasse im australischen Profifußball. In der Geschichte der NSL trat der Ligawettbewerb unter verschiedenen Sponsorennamen auf. Unter anderem waren dies Philips Soccer League, Coca-Cola Soccer League, Ericsson Cup und in den 90er Jahren fand der Spielbetrieb kurz unter dem Namen A-League statt.

## Geschichte

### Fußballwettbewerbe vor der NSL
Ligafußball wird in Australien seit 1885 betrieben. Damals gewann der Caledonian FC die Southern Britisch Football Association die den Fußball um Sydney organisierte. Beine wäre daraus ein Double geworden, doch die Caledonians verloren das Pokalfinale nach Verlängerung gegen Granville aus dem Westen der Stadt, wohin schottische Einwanderer die in den der dortigen Eisenbahnreparaturwerkstätten arbeiteten den Sport brachten. Im Jahr darauf folgte dann die Liga der Northern British Football Association die die Meisterschaft um Newcastle veranstalteten. 1896 gewannen die Fremantle Wanderers die Meisterschaft von Perth in Westaustralien. Es folgte der 1903 Rosebank als Meister von Brisbane in der 1889 gegründeten Queensland British Football Association. Im selben Jahr wurde North Adelaide als Meister der im Vorjahr ins Leben gerufenen South Australian British Football Association. Die auf das Jahr 1884 zurückgehende „Anglo-Australian Football Association“ von Victoria kürte 1909 mit Carlton United ihren ersten Meister. Tasmanien war das Schlusslicht als Westralia 1911 zum ersten Meister der Insel wurde. Die Namen der Verbände änderten sich, Vereine gingen und kamen, aber im Großen und Ganzen werden diese Meisterschaften bis heute weitergeführt.
Der erste Nationale Wettbewerb war der Australia Cup der 1962 mit dem SSC Yugal, einem in den 1950er Jahren von jugoslawischen Einwanderern in Sydney gegründeten Verein, seinen ersten Gewinner fand und bis 1968 angehalten wurde. An eine australische Liga war aber erst zu denken, als Flugverbindungen zwischen den Metropolen erschwinglich wurde.
Erste Pläne zur Entwicklung einer nationalen Fußballliga entstanden 1965. Die Qualifikation der australischen Nationalmannschaft für die Fußball-WM 1974 führte 1975 und 1976 zu weiteren Diskussionen über eine Ligabildung mit 14 teilnehmenden Fußballvereinen.
Ursprünglich wollten sich die bedeutenderen Vereine aus Melbourne nicht an der neuen Liga beteiligen, aber als der kleine Verein Mooroolbark FC, ein Verein der Staatsliga aus dem gleichnamigen Vorort 30 Kilometer östlich der Stadt sich bereit erklärte mitzumachen gerieten diese unter Zugzwang und nahmen ebenso teil. Moroolbark stieg nach der ersten Saison gleich wieder ab.

### 1977–1983: Dominanz aus Sydney
Ein Jahr später, im Jahre 1977, fand die Erstaustragung statt. In den ersten sieben Saisons glänzten zumeist Klubs aus der größten Stadt Australiens, Sydney. Bemerkenswert ist hierbei die Leistung des Hakoah Clubs, der dabei als Eastern Suburbs und Sydney City antretend viermal den Meistertitel an sich nehmen durfte (1977, 1980, 1981 und 1982) sowie zweimal Vizemeister wurde (1978 und 1983). Weitere Meister in den Jahren 1977 bis 1983 waren der West Adelaide SC (1978), der Sydneyer Marconi Club (1979) und der St. George Saints FC (1983).

### 1984–1986: Ligateilung und Machtwechsel
Die fallenden Zuschauerzahlen bis zur Saison 1983 führten zur Aufnahme mehrerer Teams (vor allem aus New South Wales und Victoria) sowie zur darauffolgenden Teilung der Liga in zwei Divisionen. Am Ende jedes Jahres spielten die Gewinner der jeweiligen Division in einem Finale gegeneinander. Ab der Saison 1984 spielten konkurrierende Mannschaften aus New South Wales und dem australischen Hauptstadtterritorium in der Australian Conference. Teams aus Queensland, South Australia, aber auch einige Mannschaften aus Victoria spielten daraufhin in der National Conference. Meister in der Saison 1984 wurde der South Melbourne FC, gefolgt von Brunswick Juventus (1985) aus Brunswick, Victoria und Adelaide City (1986).
Am Ende der Saison 1986 wurde das Ligasystem wieder abgeschafft und etwa die Hälfte der Mannschaften wurde in ihre jeweiligen Ligen (nach Bundesstaat geordnet) verlagert. Die Entscheidungen, wer in der Liga verbleiben dürfe und wer nicht, wurden zu 50 % aus den spielerischen Leistungen der Fußballklubs in der Saison 1986 getroffen. Weitere 40 % bestanden aus dem bisherigen Spielverlauf des jeweiligen Teams und die restlichen 10 % wurden dem Fansupport zugeschrieben. Der amtierende Meister Adelaide City wurde beibehalten.

### 1987–1989: Ligazusammenschluss und Ende des „Winterfußballes“
Die neugeschaffene Liga erlitt gleich nach der ersten Runde der Meisterschaft einen herben Rückschlag, als bekanntgegeben wurde, dass der Sydney City SC aus dem Spielbetrieb der NSL genommen werden musste. Daraufhin verzichtete man in der Liga auch auf das Finale zu Saisonende. Nur ein Jahr später wurde das Grand Final aber wieder gespielt und bestand bis zur Auflösung der Liga. Die Saison 1989 war die letzte, die im Winterrhythmus ausgetragen wurde. Ab der Saison 1989/90 stellte man auf Sommerbetrieb um. In den Saisons 1987 bis 1989 wurden folgende Mannschaften australischer Meister: APIA Leichhardt (1987) und Marconi Stallions (1988 und 1989).

### 1990–1996: Anfänge des „Sommerfußballes“
Die Versuche, den Spielbetrieb des australischen Fußballs auf die Sommerzeit umzustellen, begannen schon in den frühen 80er Jahren. Die eigentliche Umstellung folgte aber erst in der Saison 1989/90. Der Grund für diese Änderung war einfach. Die Liga wollte damit verhindern, dass der Fußballsport in den Medien als „Randgruppe“ dasteht. Neben den populären australischen Sportarten Australian Football und Australian Rugby League und deren Höhepunkte sollte Fußball als Abwechslung dienen. Außerdem sollte es den Komfort und die Beliebtheit bei den Zuschauern aufgrund des besseren Wetters im Sommer steigern.
Dieser Impuls der Liga nutze nicht allen Fußballklubs um ihren Verbleib in der NSL zu sichern und so wurden mehrere Vereine aus der Liga „verbannt“ beziehungsweise in die jeweiligen Ligen ihres Bundesstaates degradiert. Unter ihnen waren auch Vereine wie die ehemaligen australischen Meister APIA Leichhardt, Brunswick Juventus und der St. George Saints FC. Später fielen auch Vereine wie Heidelberg United und die Preston Lions der Umstellung zum Opfer.
Dies entfachte einen erneuten Streit mit den Fußballverbänden, die die Vereine zwingen wollten sich selbst als „wahre Australier“ zu präsentieren und sich nicht nur auf die Fanbasis, die vermehrt aus Migranten bestand, zu festigen. Das Gesamtkonzept der Verbände beinhaltete Namens- und Logoänderungen der jeweiligen Vereine sowie das Verbot von ethnischen Fahnen und Transparenten, die sich zum Beispiel auf Personen einer anderen Rasse bezogen. Weiters legte man auf den Fangesang viel Wert und strich auch dort Schlachtgesänge gegen andere Rassen aus dem Repertoire.
Die besten Vereine zu dieser Zeit waren die Marconi Stallions, der South Melbourne FC, Adelaide City sowie die Melbourne Knights, die allesamt zahlreiche Titel gewannen und in den Grand Finals zur Erscheinung traten.
In der ersten Saison des „Sommerfußballes“ wurde der Sydney Olympic FC australischer Meister, gefolgt vom South Melbourne FC (1990/91) und Adelaide City (1991/92). Zum vierten Mal in der Vereinsgeschichte durften sich in der Saison 1992/93 die Marconi Stallions australischer Meister nennen. Diesen Erfolg schafften in der gesamten Geschichte der NSL nur drei Vereine. Die zwei anderen neben den Marconi Stallions waren der Sydney City SC sowie Adelaide Ciy. Meister der Saison 1993/94 wurde Adelaide Ciy, gefolgt von den Melbourne Knights, die den Meistertitel in den Saisons 1994/95 und 1995/96 gewannen.

### 1997–2001: Beitritt neuer Klubs
Bereits ab der Saison 1996/97 versuchte man dem Wettbewerb etwas mehr Leben einzuhauchen. Deshalb entschloss man sich ein Fußballteam aus Westaustralien in die Liga aufzunehmen. Perth Glory aus der Hauptstadt Westaustraliens wurde gegründet. Das Konzept war es dem Fußball innerhalb der Liga mehr Professionalität zu verleihen und aus den meisten Spielern, die zuvor nur Halbprofis waren, ordentliche Profifußballspieler zu machen. Weitere neugegründete Fußballvereine, die ebenfalls am Spielgeschehen der NSL im Zeitraum von Mitte bis Ende der 90er beteiligt waren, sind unter anderem: Carlton SC, Collingwood Warriors SC, Northern Spirit FC und Parramatta Power.
Diese neuen Vereine konnten unterschiedlich große Erfolge feiern. Während es die Collingwood Warriors gerade einmal schafften sich eine Saison in der Liga zu halten kam der Carlton SC in seinem Debütjahr bis ins Grand Finale, wo man dem South Melbourne FC mit 2:1 unterlag. Trotz dieses Erfolges schaffte es der Verein nicht eine konstruktive Fanbasis aufzubauen. Einen weiteren Erfolg konnte auch der Northern Spirit FC feiern, der in seiner Debütsaison die Finals erreichte, sich aber in den darauffolgenden Saisons nicht mehr richtig etablieren konnte. Finanzielle Probleme schlichen sich ein, wie auch das immer weniger Werden der Zuschauer sowie deren Fehlen bei wichtigen Spielen. Um den Spielbetrieb des Vereins zu sichern wurde der Fußballklub in der Saison 2002/03 für kurze Zeit vom schottischen Klub Glasgow Rangers übernommen. Der Verein stellte schließlich zu dem Zeitpunkt als auch die NSL aufgelöst wurde seinen Spielbetrieb ein. Der ebenfalls neue Klub Parramatta Power kam zumeist nicht über das Tabellen-Mittelfeld hinaus. Die größten Erfolge von den neugegründeten Vereinen konnte Perth Glory verzeichnen. Viele Zuseher und konstant gute Leistungen trugen dazu bei, dass der Klub als Maßstab für eine Anzahl anderer Vereine galt.
Im Grand Finale der Saison 1996/97 errangen die Brisbane Strikers vor einer Kulisse von über 40.000 Besuchern im Lang Park mit einem 2:0-Sieg über Sydney United den ersten und einzigen Meistertitel eines NSL-Vereines aus dem Bundesstaat Queensland. In den beiden Saisons 1997/98 ging die Meistertrophäe an den South Melbourne FC, die sich 1999 in der Oceania Club Championship ebenfalls den Titel sicherten und sich so für die FIFA-Klub-Weltmeisterschaft 2000 qualifizierten. Dort schied der Verein als Letzter der Gruppe nach drei Niederlagen in drei Spielen aus dem Wettbewerb aus. Von 1999/2000 bis 2000/01 hieß der Meister der NSL Wollongong Wolves.
Die Absage der FIFA-Klub-Weltmeisterschaft 2001 war für die National Soccer League zu Beginn des neuen Jahrtausends ein weiterer Rückschlag. Die australischen Vereine, die in diesem Turnier eine gute Möglichkeit sahen an das, für den Verbleib mancher Klubs, wichtige Geld zu kommen. Wegen der Absage mussten sie daraufhin auf das altbewährte Verkaufen von Spielern nach Übersee zurückgreifen.

### 2002–2004: Niedergang und Auflösung der Liga
Mit dem Transfer vieler wichtiger Spieler nach Übersee, dem für die Liga katastrophalen Deal mit der kommerziellen Rundfunkgesellschaft Seven Network und mit den daraus resultierenden Rückzug einiger Sponsoren folgte der allmähliche Niedergang der National Soccer League. In der Saison 2001/02 hieß der Meister nach dem Grand Final zum zweiten Mal in der Klubgeschichte Sydney Olympic. In den letzten beiden Saisons vor der endgültigen Auflösung der National Soccer League gingen die Meistertitel an Perth Glory. Erwähnenswert war in den letzten Jahren des Ligabestehens die Gründung von Adelaide United als Ersatz für Adelaide City, die sich aus dem Spielbetrieb der NSL zurückgezogen hatten.
Nach der totalen Auflösung der National Soccer League im Jahre 2004 folgte im zweiten Halbjahr 2005 die Gründung der A-League, in der auch drei ehemalige NSL-Vereine vertreten waren. Adelaide United, Newcastle United Jets und Perth Glory versuchten den „Neustart“.

## Wettbewerbsformat
Die Wettbewerbsstruktur der National Soccer League änderte sich in ihrer Geschichte einige Male. Von der Gründung im Jahre 1977 bis 1983 war es nicht sicher, ob man die NSL überhaupt durchbringen würde. Alles hing von der Mehrheitswahl ab. Am Ende der Wahlen kam man auf den Kompromiss, eine Liga zu behalten, die sowohl europäische Elemente, wie auch australische Strukturen (Grand Finals) aufzuweisen hat.
Obwohl 1978 und 1979 (hierbei noch Hin- und Rückspiel), sowie 1980 und 1982 Grand Finals durchgeführt wurden, konnte man am Ende nicht eruieren, wer den Titel gewonnen hat. In den Saisons 1982 bis 1984 kam es zu einer Aufnahme mehrerer Mannschaften in den Spielbetrieb. Daraufhin wurde die Liga in zwei Conferences eingeteilt. 1984 waren dies in der Australian Conference Klubs aus New South Wales und dem Australischen Hauptstadtterritorium. In der National Conference spielten hingegen Klubs aus Queensland, South Australia und vereinzelt auch Mannschaften aus Victoria gegeneinander. In den Saisons 1985 und 1986 wurden die Conferences in North- und South Conference umbenannt, woraufhin die Teams aus der Australian Conference in der North Conference spielten, sowie die Mannschaften aus den anderen Bundesstaaten und Territorien ihren Spielbetrieb in der South Conference fortsetzten. Jede der beiden Divisionen konnte insgesamt zwölf Teams aufweisen, wobei sich die fünf bestplatzierten Teams der jeweiligen Division für die Playoffs qualifizierten. Die Sieger der parallel laufenden Playoffs hatte im darauffolgenden Grand Final die Chance den Meistertitel zu erspielen. Am Ende der Saison 1986 wurden die beiden Divisionen wieder abgeschafft, auf eine einzige Liga umgestellt und mehr als die Hälfte der Teams in ihre jeweiligen Ligen (nach Bundesstaaten geordnet) „abgeschoben“. Die Anzahl der Teams in der NSL wurde auf elf teilnehmende Mannschaften gekürzt. Die Umstellung war auch der Grund, weshalb das Grand Final der Saison 1987 ausfiel.
Ab der Saison 1988 führte man wieder das Finale ein. Die Mannschaften, die in der Tabelle von Rang 1 bis 5 platziert waren, hatten nach absolviertem Playoff die Chance im Finale den Meistertitel zu erspielen. Ab der Saison 1992/93 stieg die Anzahl der Finalisten für die Playoffs auf sechs an. Dieses System wurde bis zur Auflösung der National Soccer League, mit Ausnahme der Saison 2002/03, durchgeführt. In der Saison 2002/03 war die Situation so, dass die Mannschaften in Hin- und Rückspielen aufeinander trafen und sich der Erst- und Zweitplatzierte im Grand Final messen konnte und um den Titel spielen durfte.
In der Geschichte der NSL gab es auch eine Vielzahl von Systemen der Punkteverteilung. Von 1977 bis zur Saison 1991/92 wurden jeweils zwei Punkte für einen Sieg sowie ein Punkt für ein Unentschieden vergeben. Für eine Niederlage gab es üblicherweise keinen Punkt. Die Ausnahmen in den Saisons bis 1991/92 waren im 1979, als bei gewonnenen Spielen mit einer Tordifferenz von vier oder mehr Toren, ein Extrapunkt verliehen wurde. Eine weitere Ausnahme war im 1983, als einem Sieg drei Punkte angerechnet wurden. Ab der Saison 1992/93 kam die neugeregelte Punkteverteilung zum Einsatz. Mit Ausnahme der Saison 1994/95, in der für einen Sieg vier Punkte vergeben wurden. Wenn es nach der regulären Spielzeit unentschieden stand, wurde das Spiel mittels Elfmeterschießen entschieden, wobei der Sieger zwei Punkte erhielt und der Verlierer einen.